# Guibaré
Guibaré è un dipartimento del Burkina Faso classificato come comune, situato nella provincia di Bam, facente parte della Regione del Centro-Nord.
Il dipartimento si compone del capoluogo e di altri 12 villaggi: Barsa, Bokin, Gougré, Karentenga, Koundoula, Niangouèla, Sakoudi, Sindri, Tontenga, Vousnango, Wattinoma e Yilou.